# Тасманія 1900
«Тасманія 1900» (нім. «1. FC Saarbrücken») — колишній німецький футбольний клуб з Берліна. Заснований 2 червня 1900 року, розформований 1972 року.